# Dada (mitologia)
Dada (gr. Δάδα) – w mitologii greckiej Kretenka, żona herosa Samona.
Dada poślubiła Samona, herosa z Krety. Samon udał się na wojnę, gdzie pomagał Skamandrowi w zdobyciu Troady, jednak nie powrócił do domu i żony. Dowiedziawszy się o zgonie męża, Dada zwróciła się do herolda o otoczenie jej opieką. Planowała udać się do sąsiedniego miasta i ponownie wyjść za mąż. Herold jednak nie zapewnił jej bezpieczeństwa; zgwałcił Dadę w drodze pomiędzy miastami. Nieszczęsna wdowa, doznając wstydu, wybrała samobójstwo – przebiła się mieczem zmarłego męża, który miała przy sobie.
Mieszkańcy Krety dowiedzieli się o tragedii Dady. Ukarali herolda przez ukamienowanie, które odbyło się w tym samym miejscu, w którym zgwałcił wdowę. Później miejscu temu nadano nazwę Pola Bezwstydu.